# Echeta milesi
Echeta milesi är en fjärilsart som beskrevs av Rothschild 1922. Echeta milesi ingår i släktet Echeta och familjen björnspinnare. Inga underarter finns listade i Catalogue of Life.